# Saison 2015-2016 des 76ers de Philadelphie
La saison 2015-2016 des 76ers de Philadelphie est la 77e saison de la franchise en National Basketball Association (NBA).

## Draft
| Tour | Choix | Joueur                                   | Poste | Nationalité | Provenance                    |
| ---- | ----- | ---------------------------------------- | ----- | ----------- | ----------------------------- |
| 1    | 3     | Jahlil Okafor                            | C     | États-Unis  | Blue Devils de Duke           |
| 2    | 35    | Willy Hernangómez (transféré à New York) | C     | Espagne     | CDB Séville                   |
| 2    | 37    | Richaun Holmes                           | SF/PF | États-Unis  | Falcons de Bowling Green      |
| 2    | 47    | Artūras Gudaitis                         | C     | Lituanie    | Žalgiris Kaunas               |
| 2    | 58    | J. P. Tokoto                             | SG/SF | États-Unis  | Tar Heels de Caroline du Nord |
| 2    | 60    | Luka Mitrović                            | PG    | Serbie      | Étoile rouge de Belgrade      |

## Pré-saison
| Pré-saison Total: 2-5 (Domicile : 2-1 ; Extérieur : 0-4) |

| Match | Date match | Équipe       | Score     | Meilleur marqueur     | Meilleur rebondeur   | Meilleur passeur     | Lieux Spectateurs            | Série |
| ----- | ---------- | ------------ | --------- | --------------------- | -------------------- | -------------------- | ---------------------------- | ----- |
| 1     | 6 octobre  | @ Washington | D 95-129  | Canaan, Noel (13)     | Jerami Grant (8)     | Isaiah Canaan (6)    | Verizon Center 11 670        | 0 - 1 |
| 2     | 8 octobre  | Cleveland    | V 115-114 | Jerami Grant (19)     | Nerlens Noel (15)    | Robert Covington (6) | Wells Fargo Center 8 229     | 1 - 1 |
| 3     | 10 octobre | Brooklyn     | V 97-95   | Robert Covington (23) | Robert Covington (8) | Isaiah Canaan (8)    | Times Union Center 6 737     | 2 - 1 |
| 4     | 12 octobre | @ New York   | D 88-94   | Isaiah Canaan (18)    | Christian Wood (10)  | 4 joueurs (2)        | Madison Square Garden 19 255 | 2 - 2 |
| 5     | 16 octobre | Washington   | D 118-127 | Scottie Wilbekin (21) | Furkan Aldemir (14)  | T. J. McConnell (10) | Wells Fargo Center 10 798    | 2 - 3 |
| 6     | 18 octobre | @ Brooklyn   | D 91-92   | Nerlens Noel (15)     | Nerlens Noel (11)    | Nerlens Noel (5)     | Barclays Center 10 756       | 2 - 4 |
| 7     | 23 octobre | @ Boston     | D 65-81   | Jahlil Okafor (12)    | Nerlens Noel (9)     | Canaan, Jackson (3)  | Verizon Wireless Arena 8 403 | 2 - 5 |

## Saison régulière
- Le 1er mars 2016, ils sont définitivement éliminés de la course aux playoffs à 22 matchs de la fin de la saison régulière.

| Saison régulière Total: 10-72 (Domicile : 7-31 ; Extérieur : 3-38) |

| Match | Date match | Équipe   | Score    | Meilleur marqueur    | Meilleur rebondeur | Meilleur passeur    | Lieux Spectateurs         | Série |
| ----- | ---------- | -------- | -------- | -------------------- | ------------------ | ------------------- | ------------------------- | ----- |
| 1     | 28 octobre | @ Boston | D 95-112 | Jahlil Okafor (26)   | Nerlens Noel (12)  | T. J. McConnell (4) | TD Garden 18 624          | 0 - 1 |
| 2     | 30 octobre | Utah     | D 71-99  | Grant, Stauskas (12) | Nerlens Noel (10)  | T. J. McConnell (4) | Wells Fargo Center 17 122 | 0 - 2 |

| Match | Date match  | Équipe          | Score     | Meilleur marqueur     | Meilleur rebondeur    | Meilleur passeur        | Lieux Spectateurs                | Série  |
| ----- | ----------- | --------------- | --------- | --------------------- | --------------------- | ----------------------- | -------------------------------- | ------ |
| 3     | 2 novembre  | Cleveland       | D 100-107 | Jahlil Okafor (24)    | Nerlens Noel (8)      | T. J. McConnell (12)    | Wells Fargo Center 18 094        | 0 - 3  |
| 4     | 4 novembre  | @ Milwaukee     | D 87-91   | Jahlil Okafor (21)    | Nerlens Noel (12)     | T. J. McConnell (12)    | BMO Harris Bradley Center 12 437 | 0 - 4  |
| 5     | 6 novembre  | @ Cleveland     | D 102-108 | Noel, Okafor (18)     | Nerlens Noel (12)     | Canaan, McConnell (4)   | Quicken Loans Arena 20 562       | 0 - 5  |
| 6     | 7 novembre  | Orlando         | D 97-105  | Isaiah Canaan (23)    | T. J. McConnell (8)   | T. J. McConnell (9)     | Wells Fargo Center 15 207        | 0 - 6  |
| 7     | 9 novembre  | Chicago         | D 88-111  | Jahlil Okafor (21)    | Jahlil Okafor (15)    | T. J. McConnell (8)     | Wells Fargo Center 13 879        | 0 - 7  |
| 8     | 11 novembre | Toronto         | D 103-119 | Jahlil Okafor (26)    | Jerami Grant (10)     | T. J. McConnell (13)    | Wells Fargo Center 12 744        | 0 - 8  |
| 9     | 13 novembre | @ Oklahoma City | D 85-102  | Christian Wood (15)   | Nerlens Noel (11)     | McConnell, Stauskas (3) | Chesapeake Energy Arena 18 203   | 0 - 9  |
| 10    | 14 novembre | @ San Antonio   | D 83-92   | Jahlil Okafor (21)    | Jahlil Okafor (12)    | Phil Pressey (6)        | AT&T Center 18 717               | 0 - 10 |
| 11    | 16 novembre | Dallas          | D 86-92   | Jahlil Okafor (19)    | Nerlens Noel (12)     | T. J. McConnell (6)     | Wells Fargo Center 11 555        | 0 - 11 |
| 12    | 18 novembre | Indiana         | D 85-112  | T. J. McConnell (16)  | Hollis Thompson (9)   | Phil Pressey (5)        | Wells Fargo Center 11 080        | 0 - 12 |
| 13    | 20 novembre | @ Charlotte     | D 88-113  | Nerlens Noel (16)     | Nerlens Noel (16)     | T. J. McConnell (6)     | Time Warner Cable Arena 17 926   | 0 - 13 |
| 14    | 21 novembre | @ Miami         | D 91-96   | Isaiah Canaan (22)    | Jahlil Okafor (11)    | T. J. McConnell (5)     | American Airlines Arena 19 673   | 0 - 14 |
| 15    | 23 novembre | @ Minnesota     | D 95-100  | Jahlil Okafor (25)    | Jahlil Okafor (12)    | T. J. McConnell (8)     | Target Center 11 382             | 0 - 15 |
| 16    | 25 novembre | @ Boston        | D 80-84   | Jahlil Okafor (19)    | Robert Covington (14) | Phil Pressey (4)        | TD Garden 17 588                 | 0 - 16 |
| 17    | 27 novembre | @ Houston       | D 114-116 | Robert Covington (28) | Robert Covington (7)  | T. J. McConnell (6)     | Toyota Center 17 306             | 0 - 17 |
| 18    | 29 novembre | @ Memphis       | D 84-92   | Isaiah Canaan (16)    | Jahlil Okafor (13)    | T. J. McConnell (6)     | FedExForum 15 322                | 0 - 18 |

| Match | Date match   | Équipe       | Score     | Meilleur marqueur     | Meilleur rebondeur    | Meilleur passeur      | Lieux Spectateurs                 | Série  |
| ----- | ------------ | ------------ | --------- | --------------------- | --------------------- | --------------------- | --------------------------------- | ------ |
| 19    | 1er décembre | L.A. Lakers  | V 103-91  | Robert Covington (23) | Nerlens Noel (9)      | T. J. McConnell (6)   | Wells Fargo Center 20 510         | 1 - 18 |
| 20    | 2 décembre   | @ New York   | D 103-91  | Hollis Thompson (13)  | Nerlens Noel (6)      | Canaan, Covington (3) | Madison Square Garden 19 812      | 1 - 19 |
| 21    | 5 décembre   | Denver       | D 105-108 | Robert Covington (18) | Robert Covington (10) | T. J. McConnell (6)   | Wells Fargo Center 14 367         | 1 - 20 |
| 22    | 7 décembre   | San Antonio  | D 68-119  | 3 joueurs (13)        | Covington, Noel (6)   | Isaiah Canaan (5)     | Wells Fargo Center 14 449         | 1 - 21 |
| 23    | 10 décembre  | @ Brooklyn   | D 91-100  | Jahlil Okafor (22)    | Jahlil Okafor (10)    | Nik Stauskas (5)      | Barclays Center 13 266            | 1 - 22 |
| 24    | 11 décembre  | Detroit      | D 95-107  | Jahlil Okafor (22)    | Nerlens Noel (10)     | Kendall Marshall (6)  | Wells Fargo Center 14 020         | 1 - 23 |
| 25    | 13 décembre  | @ Toronto    | D 76-96   | Jahlil Okafor (23)    | Jahlil Okafor (14)    | Kendall Marshall (5)  | Centre Air Canada 19 800          | 1 - 24 |
| 26    | 14 décembre  | @ Chicago    | D 96-115  | Jahlil Okafor (22)    | Jahlil Okafor (8)     | Hollis Thompson (4)   | United Center 21 166              | 1 - 25 |
| 27    | 16 décembre  | @ Atlanta    | D 106-127 | Isaiah Canaan (24)    | Holmes, Okafor (7)    | 3 joueurs (4)         | Philips Arena 14 827              | 1 - 26 |
| 28    | 18 décembre  | New York     | D 97-107  | Jahlil Okafor (20)    | Hollis Thompson (7)   | 4 joueurs (3)         | Wells Fargo Center 17 880         | 1 - 27 |
| 29    | 20 décembre  | @ Cleveland  | D 86-108  | Nerlens Noel (15)     | Nerlens Noel (12)     | Kendall Marshall (5)  | Quicken Loans Arena 20 562        | 1 - 28 |
| 30    | 22 décembre  | Memphis      | D 90-104  | Jahlil Okafor (18)    | Covington, Noel (8)   | Tony Wroten (7)       | Wells Fargo Center 15 552         | 1 - 29 |
| 31    | 23 décembre  | @ Milwaukee  | D 100-113 | Jahlil Okafor (17)    | Jahlil Okafor (8)     | Kendall Marshall (7)  | BMO Harris Bradley Center 15 754  | 1 - 30 |
| 32    | 26 décembre  | @ Phoenix    | V 111-104 | Isaiah Canaan (22)    | Nerlens Noel (11)     | Ish Smith (5)         | Talking Stick Resort Arena 17 548 | 2 - 30 |
| 33    | 28 décembre  | @ Utah       | D 91-95   | Ish Smith (22)        | Nerlens Noel (6)      | Ish Smith (11)        | EnergySolutions Arena 19 911      | 2 - 31 |
| 34    | 30 décembre  | @ Sacramento | V 110-105 | Nerlens Noel (20)     | Jerami Grant (11)     | Ish Smith (9)         | Sleep Train Arena 17 317          | 3 - 31 |

| Match | Date match  | Équipe          | Score           | Meilleur marqueur     | Meilleur rebondeur    | Meilleur passeur     | Lieux Spectateurs             | Série  |
| ----- | ----------- | --------------- | --------------- | --------------------- | --------------------- | -------------------- | ----------------------------- | ------ |
| 35    | 1er janvier | @ L.A. Lakers   | D 84-93         | Nerlens Noel (15)     | Nerlens Noel (12)     | T. J. McConnell (7)  | Staples Center 18 997         | 3 - 32 |
| 36    | 2 janvier   | @ L.A. Clippers | D 99-130        | Jahlil Okafor (23)    | Nerlens Noel (8)      | Ish Smith (10)       | Staples Center 19 212         | 3 - 33 |
| 37    | 4 janvier   | Minnesota       | V 109-99        | Ish Smith (21)        | Nerlens Noel (9)      | Ish Smith (11)       | Wells Fargo Center 14 013     | 4 - 33 |
| 38    | 7 janvier   | Atlanta         | D 98-126        | Jahlil Okafor (21)    | Nerlens Noel (13)     | Ish Smith (7)        | Wells Fargo Center 12 611     | 4 - 34 |
| 39    | 9 janvier   | Toronto         | D 95-108        | Ish Smith (28)        | Nerlens Noel (8)      | T. J. McConnell (8)  | Wells Fargo Center 14 100     | 4 - 35 |
| 40    | 10 janvier  | Cleveland       | D 85-95         | Jahlil Okafor (21)    | Nerlens Noel (9)      | Ish Smith (10)       | Wells Fargo Center 19 226     | 4 - 36 |
| 41    | 14 janvier  | Chicago         | D 111-115 (OT)  | Robert Covington (25) | Covington, Noel (6)   | Ish Smith (8)        | Wells Fargo Center 14 063     | 4 - 37 |
| 42    | 16 janvier  | Portland        | V 114-89        | Jahlil Okafor (25)    | Jahlil Okafor (10)    | T. J. McConnell (7)  | Wells Fargo Center 15 698     | 5 - 37 |
| 43    | 18 janvier  | @ New York      | D 113-119 (2OT) | Jahlil Okafor (20)    | Nerlens Noel (16)     | Ish Smith (16)       | Madison Square Garden 19 812  | 5 - 38 |
| 44    | 20 janvier  | @ Orlando       | V 96-87         | Jahlil Okafor (20)    | Robert Covington (11) | Ish Smith (11)       | Amway Center 17 746           | 6 - 38 |
| 45    | 24 janvier  | Boston          | D 92-112        | Robert Covington (25) | Nerlens Noel (9)      | Ish Smith (4)        | Wells Fargo Center 9 722      | 6 - 39 |
| 46    | 26 janvier  | Phoenix         | V 113-103       | Ish Smith (20)        | Nerlens Noel (9)      | Ish Smith (9)        | Wells Fargo Center 10 851     | 7 - 39 |
| 47    | 27 janvier  | @ Detroit       | D 97-110        | Jerami Grant (21)     | Covington, Grant (8)  | McConnell, Smith (6) | Palace of Auburn Hills 13 712 | 7 - 40 |
| 48    | 30 janvier  | Golden State    | D 105-108       | Isaiah Canaan (18)    | Robert Covington (13) | Ish Smith (9)        | Wells Fargo Center 20 798     | 7 - 41 |

| Match               | Date match | Équipe        | Score        | Meilleur marqueur     | Meilleur rebondeur    | Meilleur passeur       | Lieux Spectateurs               | Série  |
| ------------------- | ---------- | ------------- | ------------ | --------------------- | --------------------- | ---------------------- | ------------------------------- | ------ |
| 49                  | 3 février  | Atlanta       | D 86-124     | Nik Stauskas (17)     | Nerlens Noel (7)      | Ish Smith (7)          | Wells Fargo Center 10 429       | 7 - 42 |
| 50                  | 5 février  | @ Washington  | D 94-106     | Ish Smith (22)        | Nerlens Noel (8)      | Ish Smith (5)          | Verizon Center 17 305           | 7 - 43 |
| 51                  | 6 février  | Brooklyn      | V 103-98     | Jahlil Okafor (22)    | Jahlil Okafor (17)    | T. J. McConnell (6)    | Wells Fargo Center 18 847       | 8 - 43 |
| 52                  | 8 février  | L.A. Clippers | D 92-98 (OT) | Smith, Thompson (16)  | Jerami Grant (11)     | Ish Smith (5)          | Wells Fargo Center 13 310       | 8 - 44 |
| 53                  | 10 février | Sacramento    | D 110-114    | Robert Covington (29) | Jahlil Okafor (10)    | Ish Smith (10)         | Wells Fargo Center 12 501       | 8 - 45 |
| All-Star Break 2016 |            |               |              |                       |                       |                        |                                 |        |
| 54                  | 19 février | @ New Orleans | D 114-121    | Nerlens Noel (24)     | Nerlens Noel (9)      | Ish Smith (7)          | Smoothie King Center 16 953     | 8 - 46 |
| 55                  | 21 février | @ Dallas      | D 103-129    | Jahlil Okafor (31)    | Jahlil Okafor (8)     | T. J. McConnell (6)    | American Airlines Center 20 194 | 8 - 47 |
| 56                  | 23 février | Orlando       | D 115-124    | Ish Smith (22)        | Nerlens Noel (11)     | Ish Smith (5)          | Wells Fargo Center 13 745       | 8 - 48 |
| 57                  | 24 février | @ Detroit     | D 91-111     | Hollis Thompson (19)  | Richaun Holmes (7)    | Marshall, Stauskas (4) | Palace of Auburn Hills 13 429   | 8 - 49 |
| 58                  | 26 février | Washington    | D 94-103     | Jahlil Okafor (21)    | Robert Covington (12) | Ish Smith (8)          | Wells Fargo Center 16 511       | 8 - 50 |
| 59                  | 28 février | @ Orlando     | D 116-130    | Jahlil Okafor (26)    | Jerami Grant (8)      | Ish Smith (7)          | Amway Center 16 168             | 8 - 51 |
| 60                  | 29 février | @ Washington  | D 108-116    | Ish Smith (25)        | Grant, Noel (6)       | Ish Smith (7)          | Verizon Center 15 096           | 8 - 52 |

| Match | Date match | Équipe         | Score     | Meilleur marqueur     | Meilleur rebondeur    | Meilleur passeur     | Lieux Spectateurs              | Série  |
| ----- | ---------- | -------------- | --------- | --------------------- | --------------------- | -------------------- | ------------------------------ | ------ |
| 61    | 2 mars     | Charlotte      | D 99-119  | 3 joueurs (17)        | Robert Covington (9)  | Ish Smith (8)        | Wells Fargo Center 11 143      | 8 - 53 |
| 62    | 4 mars     | Miami          | D 102-112 | Ish Smith (26)        | Ish Smith (8)         | Ish Smith (8)        | Wells Fargo Center 17 610      | 8 - 54 |
| 63    | 6 mars     | @ Miami        | D 98-103  | Ish Smith (21)        | Robert Covington (9)  | Ish Smith (5)        | American Airlines Arena 19 820 | 8 - 55 |
| 64    | 9 mars     | Houston        | D 104-118 | Ish Smith (21)        | Nerlens Noel (9)      | Ish Smith (5)        | Wells Fargo Center 15 237      | 8 - 56 |
| 65    | 11 mars    | Brooklyn       | V 95-89   | Carl Landry (16)      | Nerlens Noel (11)     | Ish Smith (9)        | Wells Fargo Center 14 128      | 9 - 56 |
| 66    | 12 mars    | Detroit        | D 111-125 | Isaiah Canaan (22)    | Hollis Thompson (7)   | Nik Stauskas (5)     | Wells Fargo Center 16 087      | 9 - 57 |
| 67    | 15 mars    | @ Brooklyn     | D 114-131 | Isaiah Canaan (20)    | Carl Landry (8)       | Nik Stauskas (6)     | Barclays Center 14 560         | 9 - 58 |
| 68    | 17 mars    | Washington     | D 94-99   | Ish Smith (20)        | Nerlens Noel (16)     | Ish Smith (7)        | Wells Fargo Center 10 521      | 9 - 59 |
| 69    | 18 mars    | Oklahoma City  | D 97-111  | Nik Stauskas (23)     | Nerlens Noel (9)      | Ish Smith (7)        | Wells Fargo Center 20 388      | 9 - 60 |
| 70    | 20 mars    | Boston         | D 105-120 | Carl Landry (26)      | 3 joueurs (8)         | Ish Smith (8)        | Wells Fargo Center 15 103      | 9 - 61 |
| 71    | 21 mars    | @ Indiana      | D 75-91   | Canaan, Thompson (15) | Ish Smith (9)         | McConnell, Smith (4) | Bankers Life Fieldhouse 16 155 | 9 - 62 |
| 72    | 23 mars    | @ Denver       | D 103-104 | T. J. McConnell (17)  | Robert Covington (9)  | Ish Smith (8)        | Pepsi Center 10 684            | 9 - 63 |
| 73    | 26 mars    | @ Portland     | D 105-108 | 3 joueurs (17)        | Ish Smith (14)        | Ish Smith (9)        | Moda Center 19 506             | 9 - 64 |
| 74    | 27 mars    | @ Golden State | D 105-117 | Carl Landry (22)      | Robert Covington (11) | Ish Smith (10)       | Oracle Arena 19 596            | 9 - 65 |
| 75    | 29 mars    | Charlotte      | D 85-100  | Robert Covington (18) | Hollis Thompson (10)  | Ish Smith (6)        | Wells Fargo Center 14 486      | 9 - 66 |

| Match | Date match | Équipe      | Score          | Meilleur marqueur     | Meilleur rebondeur    | Meilleur passeur    | Lieux Spectateurs              | Série   |
| ----- | ---------- | ----------- | -------------- | --------------------- | --------------------- | ------------------- | ------------------------------ | ------- |
| 76    | 1er avril  | @ Charlotte | D 91-100       | Grant, Thompson (17)  | Elton Brand (11)      | T. J. McConnell (7) | Time Warner Cable Arena 19 244 | 9 - 67  |
| 77    | 2 avril    | Indiana     | D 102-115      | Isaiah Canaan (24)    | Elton Brand (10)      | Ish Smith (7)       | Wells Fargo Center 19 213      | 9 - 68  |
| 78    | 5 avril    | New Orleans | V 107-93       | Carl Landry (21)      | Carl Landry (9)       | T. J. McConnell (8) | Wells Fargo Center 10 978      | 10 - 68 |
| 79    | 8 avril    | New York    | D 102-109      | Robert Covington (30) | Robert Covington (11) | Ish Smith (7)       | Wells Fargo Center 16 076      | 10 - 69 |
| 80    | 10 avril   | Milwaukee   | D 108-109 (OT) | Ish Smith (22)        | Nerlens Noel (13)     | T. J. McConnell (9) | Wells Fargo Center 16 267      | 10 - 70 |
| 81    | 12 avril   | @ Toronto   | D 98-122       | Robert Covington (24) | Nerlens Noel (10)     | Ish Smith (4)       | Centre Air Canada 19 800       | 10 - 71 |
| 82    | 13 avril   | @ Chicago   | D 105-115      | Robert Covington (27) | Nerlens Noel (6)      | T. J. McConnell (9) | United Center 21 777           | 10 - 72 |

## Confrontations
| Conférence Est      | Conférence Est                           | Conférence Est                           | Conférence Est                           | Conférence Est                           | Conférence Ouest                         | Conférence Ouest                          | Conférence Ouest                          |
| Division Atlantique | Division Atlantique                      | Division Atlantique                      | Division Atlantique                      | Division Atlantique                      | Division Nord-Ouest                      | Division Nord-Ouest                       | Division Nord-Ouest                       |
| Équipe              | Domicile                                 | Domicile                                 | Extérieur                                | Extérieur                                | Équipe                                   | Domicile                                  | Extérieur                                 |
| ------------------- | ---------------------------------------- | ---------------------------------------- | ---------------------------------------- | ---------------------------------------- | ---------------------------------------- | ----------------------------------------- | ----------------------------------------- |
| Boston              | 92-112                                   | 105-120                                  | 95-112                                   | 80-84                                    | Denver                                   | 105-108                                   | 103-104                                   |
| Brooklyn            | 103-98                                   | 95-89                                    | 91-100                                   | 114-131                                  | Minnesota                                | 109-99                                    | 95-100                                    |
| New York            | 97-107                                   | 102-109                                  | 87-99                                    | 113-119 (2OT)                            | Oklahoma City                            | 97-111                                    | 85-102                                    |
|                     |                                          |                                          |                                          |                                          | Portland                                 | 114-89                                    | 105-108                                   |
| Toronto             | 103-119                                  | 95-108                                   | 76-96                                    | 98-122                                   | Utah                                     | 71-99                                     | 91-95                                     |
|                     | 2–6                                      | 2–6                                      | 0–8                                      | 0–8                                      |                                          | 2–3                                       | 0–5                                       |
| Division            | 2–14                                     | 2–14                                     | 2–14                                     | 2–14                                     | Division                                 | 2–8                                       | 2–8                                       |
| Division Centrale   | Division Centrale                        | Division Centrale                        | Division Centrale                        | Division Centrale                        | Division Pacifique                       | Division Pacifique                        | Division Pacifique                        |
| Équipe              | Domicile                                 | Domicile                                 | Extérieur                                | Extérieur                                | Équipe                                   | Domicile                                  | Extérieur                                 |
| Chicago             | 88-111                                   | 111-115 (OT)                             | 96-115                                   | 105-115                                  | Golden State                             | 105-108                                   | 105-117                                   |
| Cleveland           | 100-107                                  |                                          | 102-108                                  |                                          | L.A. Clippers                            | 92-98 (OT)                                | 99-130                                    |
| Detroit             | 95-107                                   | 111-125                                  | 97-110                                   | 91-111                                   | L.A. Lakers                              | 103-91                                    | 84-93                                     |
| Indiana             | 85-112                                   | 102-115                                  | 75-91                                    |                                          | Phoenix                                  | 113-103                                   | 111-104                                   |
| Milwaukee           | 108-109 (OT)                             |                                          | 87-91                                    | 100-113                                  | Sacramento                               | 110-114                                   | 110-105                                   |
|                     | 0–8                                      | 0–8                                      | 0–8                                      | 0–8                                      |                                          | 2–3                                       | 2–3                                       |
| Division            | 0-16                                     | 0-16                                     | 0-16                                     | 0-16                                     | Division                                 | 4–6                                       | 4–6                                       |
| Division Sud-Est    | Division Sud-Est                         | Division Sud-Est                         | Division Sud-Est                         | Division Sud-Est                         | Division Sud-Ouest                       | Division Sud-Ouest                        | Division Sud-Ouest                        |
| Équipe              | Domicile                                 | Domicile                                 | Extérieur                                | Extérieur                                | Équipe                                   | Domicile                                  | Extérieur                                 |
| Atlanta             | 98-126                                   | 86-124                                   | 106-127                                  |                                          | Dallas                                   | 86-92                                     | 103-129                                   |
| Charlotte           | 99-119                                   | 85-100                                   | 88-113                                   | 91-100                                   | Houston                                  | 104-118                                   | 114-116                                   |
| Miami               | 102-112                                  |                                          | 91-96                                    | 98-103                                   | Memphis                                  | 90-104                                    | 84-92                                     |
| Orlando             | 97-105                                   | 115-124                                  | 96-87                                    | 116-130                                  | New Orleans                              | 107-93                                    | 114-121                                   |
| Washington          | 94-103                                   | 94-99                                    | 94-106                                   | 108-116                                  | San Antonio                              | 68-119                                    | 83-92                                     |
|                     | 0–9                                      | 0–9                                      | 1–8                                      | 1–8                                      |                                          | 1–4                                       | 0–5                                       |
| Division            | 1–17                                     | 1–17                                     | 1–17                                     | 1–17                                     | Division                                 | 1–9                                       | 1–9                                       |
| Conférence          | 3–48 (Domicile : 2–22; Extérieur: 1–25)  | 3–48 (Domicile : 2–22; Extérieur: 1–25)  | 3–48 (Domicile : 2–22; Extérieur: 1–25)  | 3–48 (Domicile : 2–22; Extérieur: 1–25)  | Conférence                               | 7-23 (Domicile : 5–10 ; Extérieur : 2–13) | 7-23 (Domicile : 5–10 ; Extérieur : 2–13) |
| Total               | 10-72 (Domicile : 7–34; Extérieur: 3–38) | 10-72 (Domicile : 7–34; Extérieur: 3–38) | 10-72 (Domicile : 7–34; Extérieur: 3–38) | 10-72 (Domicile : 7–34; Extérieur: 3–38) | 10-72 (Domicile : 7–34; Extérieur: 3–38) | 10-72 (Domicile : 7–34; Extérieur: 3–38)  | 10-72 (Domicile : 7–34; Extérieur: 3–38)  |

## Effectif actuel
| 76ers de Philadelphie Effectif en fin de saison régulière |    |                        |                  |                  |
| Entraîneur : Brett Brown                                  |    |                        |                  |                  |
| Ailier fort                                               | 42 | Drapeau des États-Unis | Elton Brand      | Duke             |
| Meneur                                                    | 0  | Drapeau des États-Unis | Isaiah Canaan    | Murray State     |
| Ailier fort, Ailier                                       | 33 | Drapeau des États-Unis | Robert Covington | Tennessee State  |
| Pivot                                                     | 21 | Drapeau du Cameroun    | Joel Embiid      | Kansas           |
| Ailier fort                                               | 39 | Drapeau des États-Unis | Jerami Grant     | Syracuse         |
| Ailier, Ailier fort                                       | 22 | Drapeau des États-Unis | Richaun Holmes   | Bowling Green    |
| Ailier fort                                               | 7  | Drapeau des États-Unis | Carl Landry      | Purdue           |
| Meneur                                                    | 5  | Drapeau des États-Unis | Kendall Marshall | Caroline du Nord |
| Meneur                                                    | 12 | Drapeau des États-Unis | T. J. McConnell  | Arizona          |
| Pivot, Ailier fort                                        | 4  | Drapeau des États-Unis | Nerlens Noel (C) | Kentucky         |
| Pivot                                                     | 8  | Drapeau des États-Unis | Jahlil Okafor    | Duke             |
| Meneur                                                    | 1  | Drapeau des États-Unis | Ish Smith        | Wake Forest      |
| Arrière                                                   | 11 | /                      | Nik Stauskas     | Michigan         |
| Ailier, Arrière                                           | 31 | Drapeau des États-Unis | Hollis Thompson  | Georgetown       |
| Ailier fort                                               | 35 | Drapeau des États-Unis | Christian Wood   | UNLV             |
| (C) - Capitaine, (AL) - - Blessé                          |    |                        |                  |                  |

## Contrats et salaires 2015-2016
| Joueur               | Poste      | Âge        | Exp        | Contrat                | Salaire 2015-2016 | Fin du contrat |
| -------------------- | ---------- | ---------- | ---------- | ---------------------- | ----------------- | -------------- |
| Joueurs actuels      |            |            |            |                        |                   |                |
| Elton Brand          | PF         | 36         | 16         | 881,875 $ sur 1 an     | 562,793 $         | 2016           |
| Isaiah Canaan        | PG         | 24         | 2          | 2 334 273 $ sur 3 ans  | 947,276 $         | 2016           |
| Robert Covington     | SF         | 24         | 2          | 3 015 696 $ sur 3 ans  | 1 000 000 $       | 2018           |
| Joel Embiid          | C          | 21         | 1          | 13 880 760 $ sur 3 ans | 4 626 960 $       | 2018           |
| Jerami Grant         | SF         | 21         | 1          | 2 710 369 $ sur 3 ans  | 845,059 $         | 2018           |
| Richaun Holmes       | PF         | 22         | 0          | 3 114 746 $ sur 3 ans  | 1 074 169 $       | 2019           |
| Carl Landry          | PF         | 32         | 8          | 26 000 000 $ sur 4 ans | 6 500 000 $       | 2017           |
| Kendall Marshall     | PG         | 24         | 2          | 8 000 000 $ sur 4 ans  | 2 144 772 $       | 2019           |
| T. J. McConnell      | PG         | 23         | 0          | 525,093 $ sur 1 an     | 525,093 $         | 2016           |
| Nerlens Noel         | C          | 21         | 1          | 14 329 730 $ sur 4 ans | 3 457 800 $       | 2017           |
| Jahlil Okafor        | C          | 19         | 0          | 9 371 520 $ sur 2 ans  | 4 582 680 $       | 2019           |
| Ish Smith            | PG         | 27         | 5          | 1 100 602 $ sur 1 an   | 947,276 $         | 2016           |
| Nik Stauskas         | SG         | 22         | 1          | 8 608 320 $ sur 3 ans  | 2 869 440 $       | 2018           |
| Hollis Thompson      | SG         | 24         | 2          | 2 253 938 $ sur 3 ans  | 947,276 $         | 2016 (T)       |
| Christian Wood       | PF         | 20         | 0          | 21,000 $ sur 1 an      | 21,621 $          | 2016           |
| Contrats de 10 jours |            |            |            |                        |                   |                |
| Christian Wood       | PF         | 20         | 0          | -                      | 30,888 $          | -              |
| Christian Wood       | PF         | 20         | 0          | -                      | 30,888 $          | -              |
| Joueurs coupés       |            |            |            |                        |                   |                |
| Furkan Aldemir       | PF         | 24         | 1          | -                      | 2 836 768 $       | -              |
| Pierre Jackson       | PG         | 24         | 0          | -                      | 750,000 $         | -              |
| JaVale McGee         | C          | 27         | 7          | -                      | 12 000 000 $      | -              |
| Jordan McRae         | SG         | 24         | 0          | -                      | 6,178 $           | -              |
| Phil Pressey         | PG         | 25         | 2          | -                      | 183,883 $         | -              |
| Jordan Railey        | C          | 23         | 0          | -                      | 6,178 $           | -              |
| J. P. Tokoto         | SF         | 22         | 0          | -                      | 6,178 $           | -              |
| Gerald Wallace       | SF         | 33         | 13         | -                      | 10 105 855 $      | -              |
| Sonny Weems          | SG         | 29         | 3          | -                      | 2 814 000 $       | -              |
| Scottie Wilbekin     | PG         | 22         | 0          | -                      | 200,000 $         | -              |
| Christian Wood       | PF         | 20         | 0          | -                      | 222,392 $         | -              |
| Tony Wroten          | SG         | 22         | 3          | -                      | 2 179 354 $       | -              |
|                      |            |            |            |                        |                   |                |
| Total                | Total      | Total      | Total      | Total                  | 62 424 777 $      | -              |
| Salary Cap           | Salary Cap | Salary Cap | Salary Cap | Salary Cap             | 70 000 000 $      | 7 575 223 $    |
| Luxury Tax           | Luxury Tax | Luxury Tax | Luxury Tax | Luxury Tax             | 84 700 000 $      | 22 275 223 $   |

- 2016 = Joueurs agents libres en fin de saison.
- 2016 = Joueurs agents libres restreints en fin de saison.
- 2016 (T) = Option d'équipe en fin d'année.

## Transferts

### Échanges
| Juin             | Juin | Juin | Juin                   |
| ---------------- | --- | --- | ---------------------- |
| 26 juin 2015     | Échange à deux équipes | Échange à deux équipes | Échange à deux équipes |
| 26 juin 2015     | Vers Knicks de New York - Droits sur le 35e choix de la draft 2015 : Willy Hernangómez                                                                | Vers 76ers de Philadelphie - Second tour de draft 2020 - Second tour de draft 2021 - Compensation financière                                                       | [ 2 ]                  |
| Juillet          | | |                        |
| 10 juillet 2015  | Échange à deux équipes | Échange à deux équipes | Échange à deux équipes |
| 10 juillet 2015  | Vers Kings de Sacramento - Droits sur le choix no 47 de la draft 2015 : Artūras Gudaitis - Droits sur le choix no 60 de la draft 2015 : Luka Mitrović | Vers 76ers de Philadelphie - Carl Landry - Nik Stauskas - Jason Thompson - Premier tour de draft 2018 - Droits d'échanger les premiers tours de draft 2016 et 2017 | [ 3 ]                  |
| 31 juillet 2015  | Échange à deux équipes | Échange à deux équipes | Échange à deux équipes |
| 31 juillet 2015  | Vers Warriors de Golden State - Jason Thompson | Vers 76ers de Philadelphie - Gerald Wallace - Compensation financière - Draft considerations                                                                       | [ 4 ]                  |
| Décembre         | | |                        |
| 24 décembre 2015 | Échange à deux équipes | Échange à deux équipes | Échange à deux équipes |
| 24 décembre 2015 | Vers Pelicans de La Nouvelle-Orléans - Deux futurs second tour de draft                                                                               | Vers 76ers de Philadelphie - Ish Smith | [ 5 ]                  |

### Joueurs qui re-signent
| Date       | Joueur         | Nouveau contrat       | Fin du contrat | Référence |
| ---------- | -------------- | --------------------- | -------------- | --------- |
| 15 juillet | Pierre Jackson | 2 640 000 $ sur 4 ans | 2019           | [ 6 ]     |

### Arrivées

#### Via draft
| Date        | Joueur         | Draft                           | Contrat                                                                         | Provenance                    | Référence |
| ----------- | -------------- | ------------------------------- | ------------------------------------------------------------------------------- | ----------------------------- | --------- |
| 7 juillet   | Jahlil Okafor  | Draft 2015, Tour 1, choix no 3  | Contrat de 9 370 000 $ sur 2 ans (Option d’équipe pour les saisons 2017 à 2019) | Blue Devils de Duke           | [ 7 ]     |
| 29 juillet  | Richaun Holmes | Draft 2015, Tour 2, choix no 37 | Contrat de 3 110 000 $ sur 3 ans (Option d’équipe pour la saison 2018-2019)     | Falcons de Bowling Green      | [ 8 ]     |
| 7 septembre | J. P. Tokoto   | Draft 2015, Tour 2, choix no 58 | Contrat de 525,000 $ sur 1 an                                                   | Tar Heels de Caroline du Nord | [ 9 ]     |

#### Via agent libre
| Date         | Joueur           | Contrat                          | Provenance                 | Référence |
| ------------ | ---------------- | -------------------------------- | -------------------------- | --------- |
| 24 juillet   | Scottie Wilbekin | Contrat de 3 500 000 $ sur 4 ans | Cairns Taipans (Australie) | [ 10 ]    |
| 8 septembre  | Kendall Marshall | Contrat de 8 000 000 $ sur 4 ans | Suns de Phoenix            | [ 11 ]    |
| 27 septembre | T. J. McConnell  | Contrat de 525,000 $ sur 1 an    | Wildcats de l'Arizona      | [ 12 ]    |

### Départs

#### Via agent libre
| Date         | Joueur             | Contrat                          | Vers ¹                  | Référence |
| ------------ | ------------------ | -------------------------------- | ----------------------- | --------- |
| 2 juillet    | Thomas Robinson    | Contrat de 2 030 000 $ sur 2 ans | Nets de Brooklyn        | [ 13 ]    |
| 27 juillet   | Glenn Robinson III | Contrat de 3 200 000 $ sur 3 ans | Pacers de l'Indiana     | [ 14 ]    |
| 18 août      | Jason Richardson   | Contrat de 1 500 000 $ sur 1 an  | Hawks d'Atlanta         | [ 15 ]    |
| 16 septembre | Henry Sims         | Contrat de 981,000 $ sur 1 an    | Suns de Phoenix         | [ 16 ]    |
| 25 septembre | Luc Mbah a Moute   | Contrat de 1 270 000 $ sur 1 an  | Clippers de Los Angeles | [ 17 ]    |
| 25 septembre | Ish Smith          | Contrat de 1 100 000 $ sur 1 an  | Wizards de Washington   | [ 18 ]    |

¹ Il s'agit de l’équipe pour laquelle le joueur a signé après son départ, il a pu entre-temps changer d'équipe ou encore de pays.

### Via Trade
| Date       | Joueur(s)                                            | Vers                     |
| ---------- | ---------------------------------------------------- | ------------------------ |
| 9 juillet  | Droits sur Artūras Gudaitis Droits sur Luka Mitrović | 76ers de Philadelphie    |
| 31 juillet | Jason Thompson                                       | Warriors de Golden State |